# 環狀熱帶氣旋

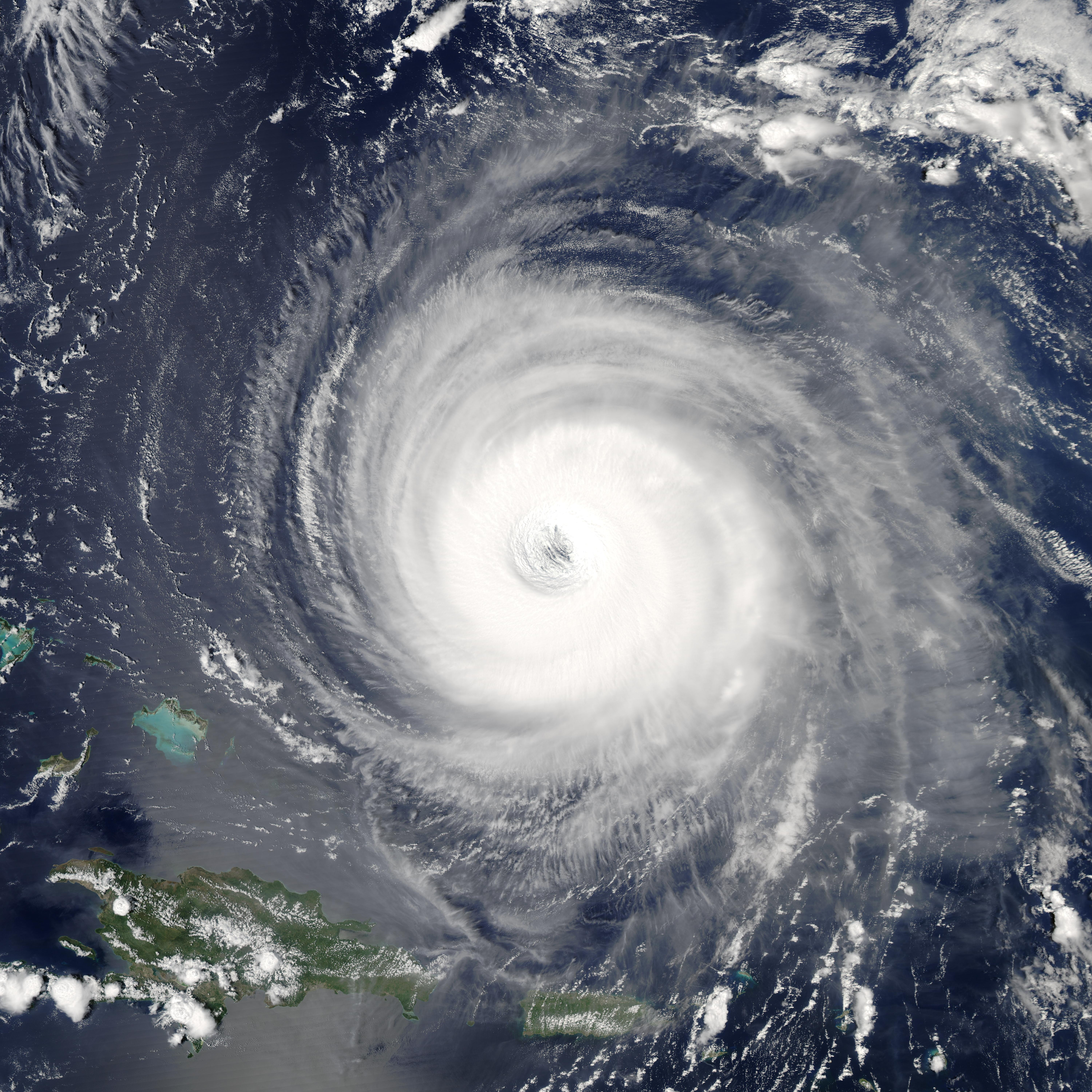
2003年颶風伊莎貝爾的衛星雲圖，展示出巨大、渾圓及對稱的風眼，以及環狀熱帶氣旋的對稱風暴形狀特徵

環狀熱帶氣旋（英語：Annular tropical cyclone）是一種具有巨大的對稱風眼，四周被厚而均勻的強烈對流包圍的熱帶氣旋，通常沒有相對分散的螺旋雨帶，並一般具有對稱的外觀。環狀熱帶氣旋的外觀可被稱為卡車輪胎或甜甜圈結構。隨著熱帶氣旋增強，可以發展為環狀特徵；然而，在推動從非對稱系統向環狀系統轉化的過程，以及具有環狀特徵的風暴針對環境因素的異常抵抗之外，環狀熱帶氣旋的行為與不對稱的風暴類似。因為考慮到熱帶氣旋會產生環狀特徵的條件通常發生在遠離可進行地表觀測的海洋上，故大多數與環狀熱帶氣旋相關的研究僅限於衛星影像和偵察機。

## 特徵與鑑定
科羅拉多州立大學的約翰·克納夫（John Knaff）和威斯康星大学麦迪逊分校的詹姆斯·科辛（James Kossin）於2002年透過紅外線衛星雲圖觀測到環狀熱帶氣旋，並將環狀熱帶氣旋的特徵定義為熱帶氣旋的一個現象。克拉夫及考辛進行衛星雲圖觀測之後，鑑定環狀熱帶氣旋的內核具有深層對流，風眼較一般熱帶氣旋大而對稱且至少3小時以上在中心密集雲團以外的區域會產生對流。然而，環狀熱帶氣旋缺乏典型熱帶氣旋特徵的雨帶。這個定義只適用於熱帶系統保持這些特徵的時候，當熱帶系統並不具有環狀特徵時，通常會成為非對稱熱帶氣旋。但是，此定義僅適用於風暴保持這些特徵的情況——風暴何時何地都沒有環狀特徵，熱帶氣旋被認定為不對稱。除了主要的定義特徵，一旦風暴變成環狀，在晝夜脈動下與外流相關的卷雲冠就會消失。
雖然熱帶氣旋可以在廣泛的強度範圍內達成環狀特徵，但受到環境的影響，目前只有發展到相當強烈的熱帶氣旋，平均最大持續風速約為108節（每小時200公里或每小時124英里）以上才會發生這樣的變化。此外，環狀熱帶氣旋較不易於減弱，環狀熱帶氣旋不同於其他的非對稱熱帶氣旋而能夠長時間保持它們各自的巔峰強度。在巔峰強度之後，環狀系統會逐漸減弱。 這種不尋常的持續性強度使得環狀熱帶氣旋的未來強度難以預測，並且經常導致相當嚴重的預測誤差。克拉夫及考辛分析了1995年至1999年東太平洋和北大西洋的颶風，發現國家颶風中心將環狀熱帶氣旋的巔峰強度維持時間平均低估72小時，而巔峰強度平均落差18.9節（每小時35公里或每小時21.7英里）。
目前有一些氣象學家研究出環狀熱帶氣旋的觀測方法，這種方法能結合實時的天氣狀況並可觀的進行結構分析，但目前尚未進行實務運作。

## 從不對稱的氣旋轉化及其必要條件

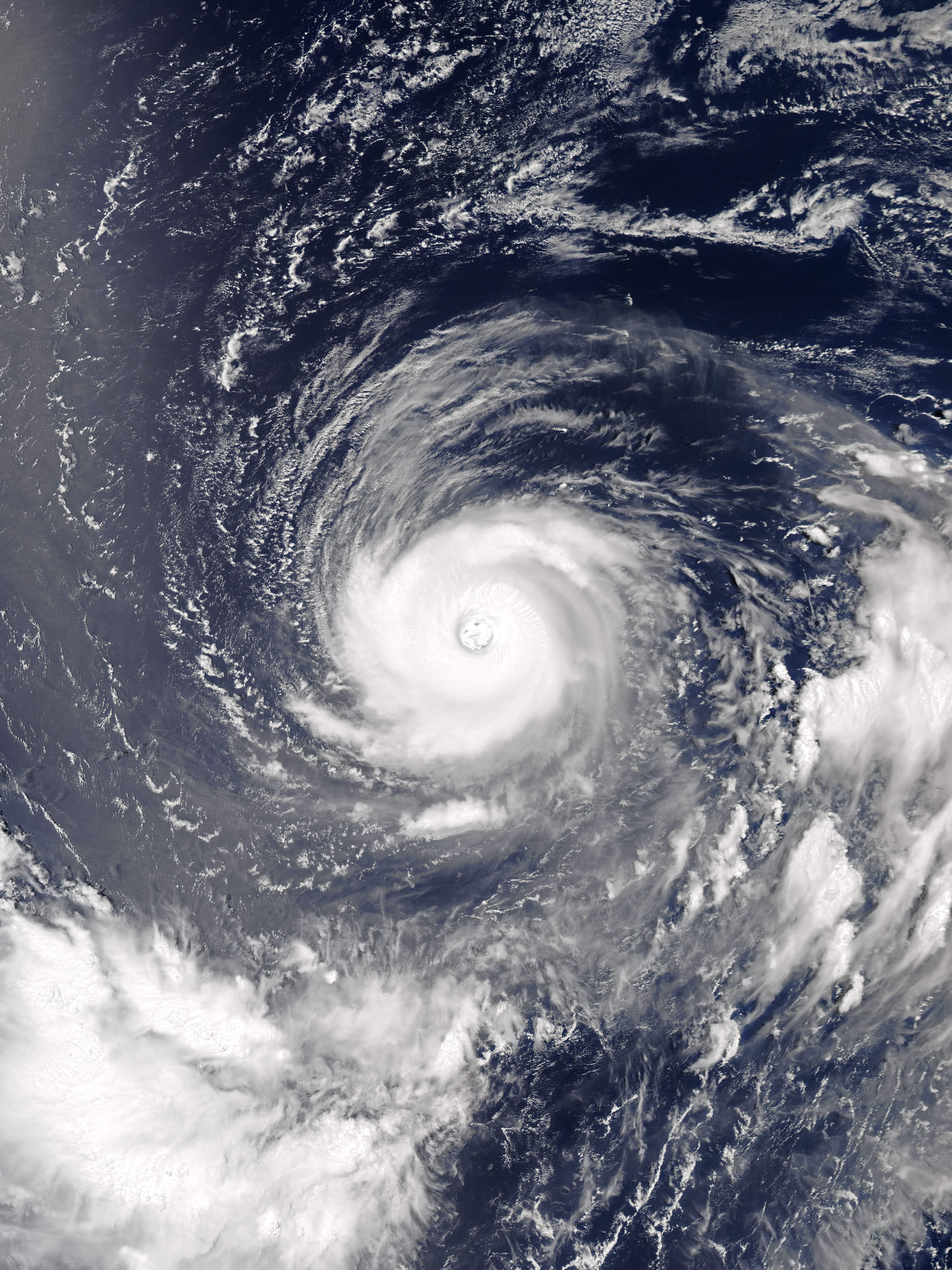
2017年的颱風奧鹿，展示出所有環狀特徵

熱帶氣旋會因為眼牆中層旋渦混合風眼牆中的強風與風眼的微風而會變成環狀，這有助擴大風眼。此外，該過程有助於產生等效的潛在溫度（通常被稱為theta-e or {\displaystyle \theta _{e}}）風眼內相對均勻。這種轉變大約需要24小時才能完成，可以被認定是眼牆置換循環的一種。在最大風速半徑範圍內，風力像階梯一樣減少。這可能表明隨著氣旋加強，風眼和眼牆之間會混合更多的強風，這有助解釋為何環狀特徵通常僅適用於強度較高的風暴。
環狀系統的強度通常大於最大潛在強度的83.5％，表明風暴發展出環狀特徵的條件通常有利熱帶氣旋的持續性和強化。環狀熱帶氣旋也需要微弱的風切變，從克納夫和科辛研究的東太平洋和北大西洋的風暴可見，所有風暴在對流層上層都呈現出東風和冷空氣。除了強勁的外流，表明產生環狀熱帶氣旋的條件在副熱帶高壓脊的赤道一側和熱帶地區是最適合。然而，環狀熱帶氣旋不需要較溫暖的海面溫度，環狀特徵僅在特定且狹窄的海面溫度範圍內發展，介乎25.4—28.5 °C（77.7—83.3 °F）之間。

## 釋義
1. ↑  「螺旋雨帶」是指繞著熱帶氣旋中心運動的雨雲和雷暴。在北半球，螺旋雨帶向逆時針方向繞中心運動。螺旋雨帶會為地面帶來大風雨，而在每條雨帶之間則會較為平靜。在接近陸地的熱帶氣旋，螺旋雨帶中會形成龍捲風。[1]擁有多條螺旋雨帶的熱帶氣旋一般較強及發展成熟；但也有一些「環狀熱帶氣旋」的主要特徵是沒有螺旋雨帶。[2]